# Ворошиловград (роман)
«Ворошиловгра́д» — роман українського письменника Сергія Жадана, опублікований 2010 року у видавництві «Фоліо» (Харків). Роман переміг у конкурсі Книга року Бі-Бі-Сі за 2010 рік, а 2014 року роман був удостоєний швейцарської літературної премії Jan Michalski Prize. 12 грудня 2014 року на честь десятої річниці премії BBC Україна спільно з культурною програмою ЄБРР оголосили роман Книгою десятиліття Бі-Бі-Сі. Окрім української, роман виданий російською, польською, німецькою, французькою та іншими мовами.

## Анотація
«Ворошиловград» — твір жорсткий, меланхолійний та реалістичний. Вони приходять і забирають у тебе все, що тобі належить. Вони позбавляють тебе твоєї свободи й твоєї території. Вони забирають у тебе твоє минуле і твою пам'ять. І все, що ти можеш їм протиставити — це свою любов і свою ненависть. Ну, і свої кримінальні навички. Історії українського рейдерства присвячується.

## Презентація роману: Донбас-тур
Протягом 5–7 квітня 2011 року було заплановано «Донбас-тур», у рамках якого мали пройти презентації роману в Донецьку, Луганську та Старобільську. Тур був під загрозою зриву, оскільки напередодні приїзду письменника Донецький національний університет та Луганський театр української драми відмовились надати приміщення для презентації книги. Адміністрація університету мотивувала неможливість надання приміщення надзвичайною завантаженістю студентів під час модульного тижня, керівництво театру — великою кількістю репетицій, запланованих на відповідний період.
Один з організаторів туру Ярослав Мінкін вважав, що проведенню заходів презентації роману заважає місцева влада, сприяючи встановленню в Україні цензури:
|  | У нас є інформація, на підставі якої можна стверджувати, що місцева влада навмисно перешкоджає проведенню заходів, котрі піднімають гострі суспільні проблеми. Підготовка до «Донбас-туру» Сергія Жадана почалася два місяці тому, коли Жадан ще був в Німеччині. Вже тоді провели зустріч з директором театру і досягли усних домовленостей з надання приміщення. А за тиждень до приїзду Жадана до Луганська, коли тур був анонсований у ЗМІ, а афіші розклеєні — плани адміністрації різко помінялися. Ці факти лише підтверджують наміри уряду встановити в Україні політичну цензуру |

Проте заплановані зустрічі таки відбулися. В Донецьку в «Chicago music hall» презентація зібрала близько 400 осіб, в Луганську біля будівлі українського драмтеатру учасниками вуличної акції стали близько 600 осіб, на презентацію роману в Старобільській районній бібліотеці прийшло понад 100 осіб.
Крім того письменник взяв участь в дискусіях щодо загрози встановлення цензури в Україні, організованих активістами Громадської кампанії проти встановлення цензури ЗМІ та творів мистецтва, в ході якої було підписано вимогу правозахисників прискорити розгляд проекту закону «Про внесення змін до деяких законодавчих актів України (щодо захисту суспільної моралі)», що передбачає скасування закону «Про захист суспільної моралі».

## Видання

### Друковані та ebook
- Сергій Жадан. «Ворошиловград». Харків: Фоліо. — 2010. 442 с. — ISBN 978-966-03-5245-2. (Графіті)
  - (перевидання) Сергій Жадан. «Ворошиловград». Харків: Фоліо. 2011, 2012. 441 с. — ISBN 978-966-03-5244-5. (Графіті)
  - (перевидання) Сергій Жадан. «Ворошиловград. Бігти, не зупиняючись». Харків: Фоліо. 2015. 318 стор. ISBN 978-966-03-7151-4 (Книга десятиріччя ВВС)
  - (перевидання) Сергій Жадан. «Ворошиловград». Харків: КСД. 2015. — 320 с. — ISBN 978-966-14-9974-3 (e-book), ISBN 978-966-14-8785-6 (паперове)
  - (перевидання) Сергій Жадан. «Ворошиловград». Харків: КСД. 2018. — 320 с. — ISBN 978-617-12-6090-0 (e-book), ISBN 978-617-12-5403-9 (паперове, кінопалітурка)
  - (перевидання) Сергій Жадан. «Ворошиловград». Чернівці: Meridian Czernowitz. 2022. 552 стор. ISBN 978-617-8024-31-4 (паперове)

### Аудіокниги
У липні 2011 року вийшов некомерційний варіант аудіокниги «Ворошиловград» у форматі CD диску записаний у рамках проекту «Аудіокниги для людей із вадами зору» за підтримки літературного онлайн-часопису «Читомо». Диктором, який начитав текст книги, виступив сам Сергій Жадан. Наклад розміром 500 примірників CD дисків було розіслано школами та бібліотеками для незрячих, тому у вільний продаж аудіокнига не потрапляла.
У 2015 році вийшов ще один некомерційний варіант аудіокниги «Ворошиловград» у цифровому форматі mp3. Диктором, який начитав текст книги, виступив непрофесійний виконавець Едуард Тимощук (псевдо TED). Книгу було записано в форматі аудіовистави й окрім голосу, запис включає музику та супровідні звуки.
У квітні 2019 року вийшов перший комерційний варіант аудіокниги «Ворошиловград» у цифровому форматі mp3 в українській крамниці аудіокниг Абук. Диктором, який начитав текст книги, знову виступив сам Сергій Жадан, який наново начитав текст й як він сам зазначив «начитав ще раз, цього разу не поспішаючи».
Перелік всіх версій аудіокниг:
- Сергій Жадан. Ворошиловград (аудіокнига). Текст читає: Сергій Жадан. Київ: некомерційний самвидав «Аудіокниги для людей із вадами зору». 2011. тривалість: 17 год 01 хв. (це 1ша версія начитки роману Сергієм Жаданим)
- Сергій Жадан. Ворошиловград (аудіокнига). Текст читає: Едуард Тимощук (псевдо TED). Київ: некомерційний самвидав. 2015. тривалість: 11 год 03 хв.
- Сергій Жадан. Ворошиловград (аудіокнига). Текст читає: Сергій Жадан. Київ: Абук. 2019. тривалість: 11 год 31 хв. (це 2га, окрема версія начитки роману Сергієм Жаданим)

### Переклади
Роман «Ворошиловград» широко представлений у перекладі європейськими мовами. У 2011 році вийшов російський переклад роману від невідомого перекладача у харківському видавництві Фоліо, до якого сам Жадан поставився скептично, зазначивши що не розуміє політику видавництва Фоліо перекладати україномовних письменників російською, бо вважає що український читач повинен мати можливість читати українську літературу українською мовою. Роком пізніше, у 2012, у московському видавництві Астрель вийшов другий російський переклад роману, виконаний харківським перекладачем Завєном Баблояном, який за словами Жадана, був більш вдалим за попередній.
За сприяння фонду «Open Ukraine» у 2012 році вийшов спочатку переклад роману угорською, зроблений Кьорнером Ґабором, а роком пізніше у 2013 за сприяння фонду також з'явився французький переклад, виконаний Іриною Дмитришиною.
2012 року роман у перекладі Юрія Дуркоти та Сабіне Штьор вийшов німецькою мовою. Через складність вимови німецькою оригінальної назви роману її вирішено було замінити, назва роману у німецькій редакції — «Зародження джазу на Донбасі» (нім. Die Erfindung des Jazz im Donbass).
У січні 2013 року роман вийшов у Польщі у видавництві «Wydawnictwa Czarne». Переклад польською здійснив Міхал Петрик.
24 травня 2016 року (у палітурці) і 25 квітня 2016 року (у форматі e-book) роман вийшов у США у даллаському видавництві «Deep Vellum Publishing» у перекладі англійською. Переклад здійснили професійні перекладачі з російської Райлі Костіґен-Г'юмс та Айзек Уіллер.
Хронологічний список перекладів:
- (російською 1-й переклад) Сергий Жадан. «Ворошиловград». Перевод с украинского: невідомо, редактор: Н. Е. Фомина; художник: О. Н. Артеменко. Харьков: Фолио. 442 стр. 2011, 2012 ISBN 978-966-03-5462-3
- (російською 2-й переклад) Сергий Жадан. «Ворошиловград». Перевод с украинского: Завен Баблоян, редактор: Королева Т. С. Москва: Астрель. 443 стр. 2012 ISBN 978-5-271-42678-0[20]
- (угорською) Szerhij Zsadan. «Vorosilovgrád». Fordította: Körner Gábor. Budapest: Európa Konyvkiado. 2012. 396 oldal. ISBN 978-963-07-9295-0[21]
- (німецькою) Serhij Zhadan. «Die Erfindung des Jazz im Donbass». Übersetzung aus dem Ukrainischen: Juri Durkot, Sabine Stöhr. Berlin: Suhrkamp Verlag. 2012. 394 Seiten. ISBN 978-351-84-2335-6[22]
- (французькою) Serhiy Jadan. «La Route du Donbass». Traduit de l'ukrainien par Iryna Dmytrychyn. Lausanne: Les Éditions Noir sur Blanc. 2013. 368 p. ISBN 978-2-88250-324-4[23]
- (польською) Serhij Żadan. «Woroszyłowgrad». Przekład z języka ukraińskiego: Michał Petryk. Warszawa: Wydawnictwo Czarne. 2013. 376 stron. ISBN 978-837-53-6492-7[24]
- (англійською) Serhiy Zhadan. «Voroshilovgrad». Translated from the Ukrainian: Reilly Costigan-Humes, Isaac Wheeler. Dallas: Deep Vellum Publishing. 2016. 400 pp. ISBN 978-194-19-2030-5[25]
- (білоруською) Сяргей Жадан. Варашылаўград. Пераклад з украінскае: Віталь Латыш. Мінск: Літаратурны Дом «Логвінаў». 2016. 352 с. ISBN 978-609-8147-54-4[26][27]
- (італійською) Serhij Zhadan. La strada del Donbass. Traduzione dal ucraino di Giovanna Brogi e Mariana Prokopovyč. Rome: Voland. 2016. 416 p. ISBN 978-88-6243-198-9[28]
- (латиською) Serhijs Žadans. Džezs pār Donbasu. No ukraiņu valodas tulkojusi Māra Poļakova. Rīga: Jāņa Rozes apgāds. 2016. 374 s. ISBN 978-99-8423-594-3[29]
- (румунською) Serhii Jadan. Jazz în Donbas. Ad. din ucr. şi note de: Maria Hoşciuc. Chişinău: Editura Cartier. 2017. 404 p. ISBN 978-9975-86-227-1[30][31]
- (нідерландською) Serhi Zjadan. Vorosjylovhrad. Vertaler: Tobias Wals. Amsterdam: De Geus. 2018. 302 s. ISBN 9789044539844 (paper), ISBN 9789044539851 (ebook)[32]
- (грузинською) სერგეი ჟადანი. ვოროშილოვგრადი. უკრაინულიდან თარგმნა: ზურაბ ქუთათელაძემ. თბილისი: გამომცემლობა ინტელექტი. 2018. 488 s. ISBN 978-9941-470-67-7[33]
- (словенською) Serhij Žadan. Vorošilovgrad. Prevod: Primož Lubej, Janja Lubej Vollmaier. Ljubljana: Beletrina. 2018. 450 s. ISBN 9789612843687[34]

Готуються до друку переклади арабською та болгарською мовами.

## Похідні твори

### Комікс за мотивами
2012 року за мотивами роману вийшов комікс. Ініціаторами проекту стали 4 організації: літоб'єднання «СТАН», Форум видавців з українського боку та товариства «To.pole» і «Rita Baum» з польського. Проект створювався у рамках міжнародного фестивалю сучасного мистецтва «АРТОДРОМ», що пройшов у Луганську 15 18 травня 2012 року. Авторами проекту стали митці з Польщі Мартін Сурма (ілюстрації) та Артур Вабік (сценарій та консультації). Комікс був виданий для безкоштовного розповсюдження спочатку українською й англійською накладом у 1000 примірників, а згодом також і в оригіналі польською. Український переклад коміксу було офіційно викладено «Форумом видавців» на платформу Issuu для безкоштовного доступу.
Комікс являє собою вкорочений сюжет роману, через що зникли деякі епізоду твору. Комікс створювався відповідно до перекладу роману польською мовою Міхала Петрика, тому український переклад Андрія Бондаря є перекладом-з-перекладу польською, а не адаптацією оригіналу. Автор роману письменник Сергій Жадан схвально відгукнувся на проект, однак зазначив, що має певні претензії до сюжету.
Фінансування проекту було здійснене в рамках програми культурних обмінів «TANDEM» Європейської комісії.
- Żadan, Serhij; Surma, Marcin; Wabik, Artur (Maj 2012). Woroszyłowgrad (komiks). Wrocław: Rita Baum. с. 36 s. {{cite book}}: Недійсний |nopp=n (довідка)
  - (пер. українською) Жадан, Сергій; Сурма, Мартін; Вабік, Артур (2012). Ворошиловград (комікс) (PDF). Переклад з польської: Андрій Бондар. Вроцлав: Rita Baum. с. 36 стор. Архів оригіналу (PDF) за 17 вересня 2019. {{cite book}}: Недійсний |nopp=n (довідка)
  - (пер. англійською) Zhadan, Serhiy; Surma, Marcin; Wabik, Artur (2012). Voroshylovhrad (comics). English translation by ?. Wrocław: Rita Baum. с. 36 p. {{cite book}}: Недійсний |nopp=n (довідка)

### Екранізації за мотивами
У лютому 2013 український режисер Ярослав Лодигін повідомив, що вони разом з письменником Сергієм Жаданом розпочали підготовку до екранізації роману. Бюджет фільму — від 500 тис. до 1 млн гривень. Переговори з інвесторами ведуть в Україні та за кордоном.. Зйомки розпочалися 31 липня 2017 у Старобільську — рідному місті Сергія Жадана. В грудні 2017 стало відомо, що фільм називатиметься «Дике поле», а не «Ворошиловград», бо оригінальна назва викликала у глядачів асоціації із «совком», що не відповідає суті фільму. Прем'єра відбулася восени 2018 року.